# Nöd och nåd
Nöd och nåd är en sångbok och psalmbok av Carl Lundgren som gavs ut 1878. Förorden till första upplagan är skrivna den 23 augusti 1878 av Andreas Fernholm i Varnhems kapell och förorden till sjunde upplagan som gavs ut 1929 är skriven av A. S–g.
Det sjätte upplagan gavs ut 1884.

## Psalmer
1. Mörker och ljus. "Det var natt och Sions skara".
2. Förr och nu. "Jag levde en tid utan Gud här i världen".
3. Guds röst. "Men varför är du så förskräckt för Gud" (melodin är hämta från En morgon utan synd jag vakna får).
4. Herden och lammet. "Jag är ett litet, litet lamm". J. E–ll. (melodin är hämta från Söndagsskolan sångbok nummer 231).
5. Herren är när. "Arma hjärta" (melodin är hämta från Stundom vid min simpla låda).
6. Den bedjande pilgrimen. "Herre, ack Herre, vi tövar".
7. Lägg av bördan. "En kvinna gick en gång" (melodin är hämta från Jag har dock rättighet att vara nöjd).
8. Lammets blod. "Ack lammets blod, du ljuva reningsflod" (översatt och bearbetad av en norsk psalm).
9. De trognas enhet. "När någon syndare födes på nytt".
10. Gud densamme är. "Är du i nöd" (texten är hämta ur psaltaren. Melodin är hämta från Förbundstoner nummer 364).
11. Mina rättigheter. "Om kära vänner mig bortglömma".
12. Sommarmorgonen. "Se, dagen gryr och natten flyr" (melodin är hämta från Jag fröjdas, när jag tänker på).
13. Morgonsång. "Herre, du mig räckte" (melodin är hämta från Fram en suck sig smyger).
14. Skymningsfriden. "Välkommen, skymningstid så skön" (melodin är hämta från Jag fröjdas, när jag tänker på).
15. Sabbatsaftonen. "Välkommen till mitt möte" (melodin är hämta från Säg mig, du lilla fågel).
16. Var finnes väl ro för mitt hjärta? "Var finnes väl ro för mitt hjärta" (Melodin är hämta från Fridstoner nummer 34).
17. Kämpens sång. "O, vet, du, min broder, jag hörde en gång" (melodin är hämta från Svensk Missionsförbundets sångbok nummer 93).
18. Enslingen i dalen. "Uti en mörk och ödslig dal" (melodin är hämta från Var är en kristens fosterland).
19. Hemlängtan. "Jag längtar hem till Jesus", J. E–ll.
20. Hemfärden. "En fridens ängel kom med bud" (melodin är hämta från Blandade kören nummer 222).
21. »Se jag kommer snart!» "Jag fröjdas, när jag tänker på".
22. Tiden är kort. "Herre, min Gud, var mig nära på färden", C. W. C. och C. L–n. (melodin är hämta från Carl Johans marsch).
23. En vallfärdssång. "Se, huru ljuvligt och gott det är", C. W. C. (melodin är hämta från Min lilla Elin, min dotter snäll).
24. O, tänk! "O tänk, vilken sällhet ändå" (melodin är hämta från O Jesus, hur ljuvt är ditt namn).
25. Fågelsången. "O, jag minns en gång" (melodin är hämta från Söndagsskolesångboken nummer 229).
26. Midsommarafton. "Midsommarafton härliga, klara", C. W. C. (melodin är hämta från Hell dig, julafton).
27. Min Jesus och min harpa. "Är jag i min stilla ensamhet", C. W. C.
28. Kom, kära själ! "Kom, o kom, kära själv, till din Herre och Gud!".
29. Det bästa jag har. "Det bästa, som jag har".
30. Brud och brudgums röst. "Säg, o säg, min brudgum, var du vilar", S. S–d.
31. Ur höga visan. "En dag uti Herrens gårdar", omarbetad av S. S–d. (melodin är hämta från Till Österland vill jag fara).
32. »Jag såg och se!» "Och jag såg, se, en ny himmel", S. S–d.
33. Herren är god. "Så hav nu, själ, ett muntert mod" (melodin är hämta från O sällhet stor).
34. Apostl. gärn. 2: 21. "Ehvad dig möter, käre vän" (melodin är hämta från Fridstoner nummer 58).
35. Sommaren. "Han är förbi den sköna våren" (melodin är hämta från Jag har dock rättighet att vara).
36. Ljusa utsikter. "O tänk, när frälsaren" (melodin är hämta från Det är en härlig ting).
37. Stundom vid min simpla låda. "Stundom vid min simpla låda".
38. Hem, ja hem. "Hem, ja hem det ordet sälla" (melodin är hämta från Jubla nu, mitt sälla hjärta).